# Cleonymia diffluens
Cleonymia diffluens är en fjärilsart som beskrevs av Otto Staudinger 1870. Cleonymia diffluens ingår i släktet Cleonymia och familjen nattflyn. Inga underarter finns listade i Catalogue of Life.